# Sant'Antonio da Padova in Montorio

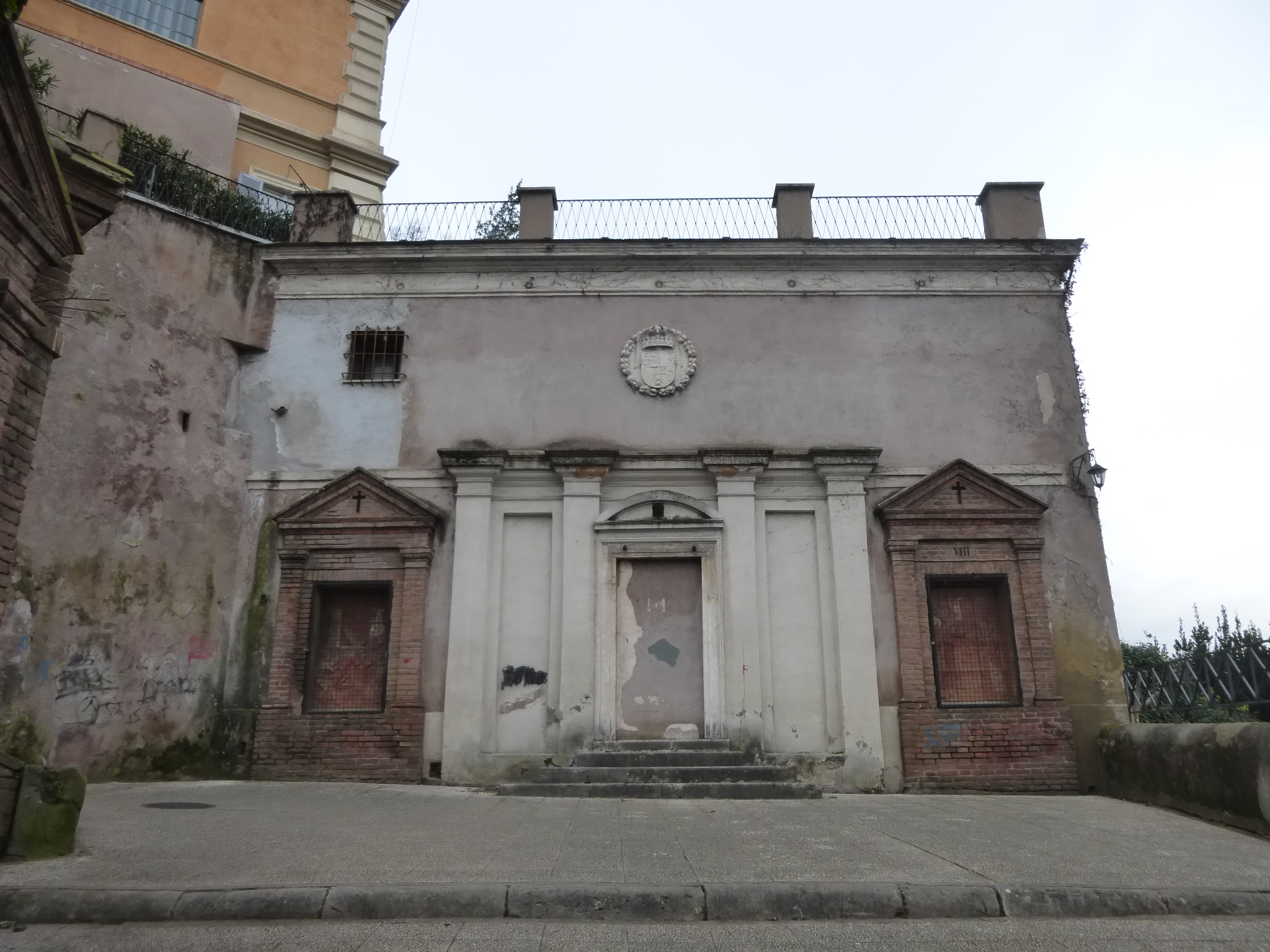
Vista da fachada em 2015.

Sant'Antonio da Padova in Montorio também conhecida como Igreja de São Antônio em Montorio, é uma igreja católica localizada em Roma, Itália. Está situada no monte Gianicolo, logo fora das antigas muralhas da cidade. A igreja é dedicada a Santo Antônio de Pádua, um amado frade franciscano e pregador conhecido por seus milagres e ensinamentos.

## História
A história de Sant'Antonio da Padova in Montorio remonta ao século XV, quando foi encomendada pelo cardeal Domenico della Rovere, sobrinho do Papa Sixto IV. A construção da igreja começou em 1480 e foi concluída em meados do século seguinte.
A escolha do local para a construção da igreja está ligada à tradição de que Santo Antônio de Pádua, o santo padroeiro da igreja, teria ficado hospedado nesse local durante sua estadia em Roma. Santo Antônio de Pádua foi um frade franciscano conhecido por sua sabedoria teológica e seus inúmeros milagres. Ele viveu no século XIII e é venerado como um dos santos mais populares da Igreja Católica.
Durante os séculos seguintes, a igreja passou por períodos de renovação e restauração. Durante o período napoleônico, o mosteiro franciscano associado à igreja foi suprimido, e a igreja foi usada para diferentes fins. No entanto, posteriormente, ela foi restaurada e devolvida ao uso religioso.
Um dos aspectos notáveis da igreja é o Tempietto di San Pietro in Montorio, um pequeno templo projetado por Donato Bramante, um renomado arquiteto do Renascimento. Esse templo está localizado no pátio da igreja e é considerado uma obra-prima da arquitetura renascentista.
Atualmente, Sant'Antonio da Padova in Montorio continua a ser uma igreja ativa em Roma, onde os fiéis podem adorar e prestar homenagens a Santo Antônio de Pádua. A igreja também atrai visitantes que desejam admirar sua arquitetura histórica e desfrutar das belas vistas panorâmicas da cidade de Roma a partir do local no Monte Gianicolo.

## Descrição

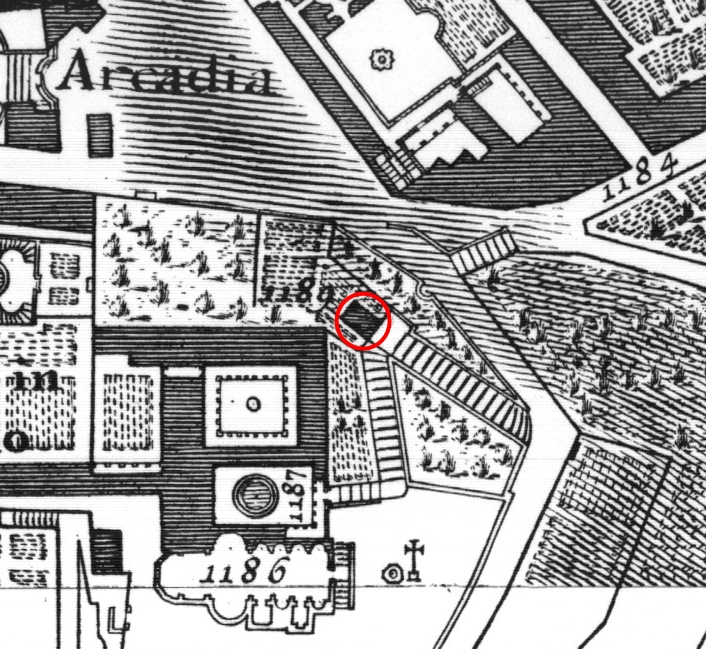
Vista no Mapa de Nolli (1748). O número 1186 é San Pietro in Montorio.

No altar-mor havia uma pintura de Santo Antônio que atualmente pode ser vista no corredor que liga a igreja ao pátio onde está o Tempietto. Em 1881, a Real Academia de España a Roma se instalou no mosteiro e a igreja de Sant'Antonio foi transformada num dos estúdios de arte da academia.
A única parte da igreja ainda no local é a parte de baixo da fachada. Três degraaus levam até um portal de entrada, hoje murado, que é coroado por uma parte de um frontão segmentado. O portal é flanqueado por dois pares de pilastras dóricas. O friso original do entablamento antigamente trazia a seguinte inscrição: VOTVM FECIT - GRATIAM ACCEPIT ("Promessa feita — graça recebida"). No alto da fachada está o brasão real espanhol num tondo envolto em festões.